# Botte di Natale
Botte di Natale è un film commedia con ambientazione western del 1994, diretto da Terence Hill.
È l'ultimo dei sedici film interpretati dalla coppia Bud Spencer e Terence Hill, un revival del fortunato filone del western all'italiana degli anni sessanta e settanta, caro al duo.

## Trama
Mentre Nonna Maw progetta di passare in famiglia il Natale, i due figli cacciatori di taglie, Travis e Moses, sono impegnati nel catturare diversi banditi, come Blackjack. Travis rischia la vita nel liberare i banditi condannati alla forca; uno di questi è il pericoloso Sam Stone. Moses viene a conoscenza del fuggiasco Stone e del suo clan e decide di lavorare insieme al fratello Travis. Nello stesso tempo, Travis rivela alla cognata Janie ed al nipote Moses Junior le intenzioni della madre, tenendo all'oscuro Moses. Mentre la famiglia di Moses si mette in viaggio, i due iniziano la ricerca di Stone; Travis fa conoscenza con Bridget e la sorella di lei, Mellie. Le due si trovano in difficoltà di fronte al losco Dodge ed ai suoi scagnozzi. Travis risolve il problema delle due sorelle grazie anche all'aiuto di Moses, il quale riesce, alla fine, a mettere fuori gioco il più grosso degli scagnozzi di Dodge.
Tempo dopo, a seguito di una rapina in banca, i due fratelli vengono accusati di complicità col fuggiasco Stone e la sua banda e vengono arrestati dallo Sceriffo Fox; Bridget paga la cauzione di Travis, in modo che possa farle poi un favore. Non avendo pagato quella di Moses, questi viene condannato all'impiccagione ma, riesce comunque a salvarsi grazie alla sua stazza; infatti il patibolo non riesce a reggere il suo peso e crolla sconquassandosi rovinosamente. In seguito, i due fratelli elaborano un nuovo piano per risolvere il problema di Bridget ma, anche questo fallisce ed i due vengono catturati nuovamente da Stone che li trattiene nel deserto. A questo punto Travis svela a Stone che era lui il suo salvatore quando venne condannato e per questo Stone salda il suo debito, lasciandoli liberi. Studiando un altro piano, i due fratelli riescono questa volta a catturare Stone; dialogando tra loro, Travis tenta di convincere Moses ad andare a trovare la mamma per entrare in possesso di un tesoro messo da parte dal loro defunto padre. Moses non crede a questa storia ed ostinandosi alla proposta di Travis si addormenta, senza accorgersi che il fratello, per ottenere un altro favore in futuro, libera Stone.
Nel frattempo, il figlio di Moses, Moses Junior, è intenzionato a comprare un puledro come regalo di Natale per il padre. Dopo aver passato una notte nel deserto, il ragazzo si risveglia sentendo accanto a lui il sonaglio di un serpente a sonagli, che gli morde un ginocchio. Giunto febbricitante in città, il padre e lo zio s'accorgono del suo arrivo e lo soccorrono immediatamente portandolo a casa di Bridget. Moses Junior viene salvato con un antidoto e, prima ancora che il padre si dimostri severo nei suoi confronti, Travis rivela al fratello il piano voluto dalla madre. Moses Junior rivela, inoltre, che Stone è diretto al ranch della nonna per rubare il tesoro menzionato da Travis ed i due fratelli a questo punto corrono a casa della madre. Credendo che Stone tenga la loro madre in ostaggio, una volta giunti s'accorgono però che in realtà è stata la loro madre ad aver avuto la meglio ed a tenere in ostaggio Stone.
Dopo cena, la sera di Natale viene rovinata dall'arrivo dei vari banditi che s'intrufolano in casa; la famiglia, con la nonna e tutti i bambini, collabora nel cacciare gli ospiti indesiderati. Dopo averli malmenati, li buttano fuori da una finestra facendoli cadere uno ad uno su d'una catapulta per poi lanciarli e farli finire appesi su di un grande albero situato dinnanzi alla casa, così da venir "addobbato" con tutti i malviventi. A completamento di questo insolito albero di Natale, viene posta una girandola di fuochi d'artificio lanciata in cima all'albero da nonna Maw ed accesa da un colpo di pistola di Travis. La mattina seguente, i due fratelli e l'ormai innocuo Stone chiedono a Nonna Maw del tesoro e lei svelerà loro che il tesoro è tutto ciò che li circonda, la famiglia. Dopodiché manifesta ai figli l'intenzione di trasferirsi a Denver ed, in una rilassata atmosfera natalizia, i protagonisti si salutano.

## Produzione
Inizialmente il ritorno della celebre coppia prevedeva un adattamento del noto romanzo Don Chisciotte della Mancia di Miguel de Cervantes, con Terence Hill nei panni del nobile e Bud Spencer in quelli di Sancho Panza. Il progetto, concepito nel 1993, aveva una sceneggiatura di Furio e Giacomo Scarpelli mentre alla regia fu contattato Mario Monicelli; il tutto venne poi accantonato a causa di Terence Hill che ritenne il copione troppo insidioso e prematuro. Fu poi lo stesso Hill a suggerire in alternativa lo script di Botte di Natale, scritto da suo figlio Jess, un rifacimento del celebre filone western che li rese celebri con Lo chiamavano Trinità.... Nonostante le riserve iniziali, il progetto convinse alla fine i produttori e i protagonisti. 
La pellicola venne realizzata in collaborazione fra tre paesi, Italia, Germania e Stati Uniti d'America; fu scelto il Nuovo Messico per le riprese del film, suddividendo le ambientazioni fra: Abiquiu Lake, Bonanza Creek Ranch, Eaves Movie Ranch, Tent Rocks nei pressi di Cochiti Pueblo, nella Valle Grande e Zia Pueblo.
Gran parte del cast, come gli attori Ron Carey e Fritz Sperberg, erano già apparsi qualche anno prima nella serie tv Lucky Luke diretta e interpretata da Terence Hill.
Produttori del film furono la Smile di Giuseppe Pedersoli in collaborazione con la Rialto Film di Horst Weitland. Il budget della pellicola fu di 15 miliardi di lire.

## Incassi
In Italia il film non ebbe successo, incassando solo 742 milioni di lire e rientrando sul budget grazie al mercato estero.